# Bród (Kotfin)
Bród – część wsi Kotfin w Polsce położona w województwie mazowieckim, w powiecie przysuskim, w gminie Gielniów.
W latach 1975–1998 Bród administracyjnie należał do województwa radomskiego.
Wierni kościoła rzymskokatolickiego należą do parafii bł. Władysława z Gielniowa w Gielniowie.